# 1932年3月22日月食
1932年3月22日月食为一次在协调世界时1932年3月22日出現的月偏食。該次月食半影食分為1.955、全影食分為0.972。偏食維持了93分。

## 概述
這次月食的食分是12.09，偏食維持了93分。

## 基本參數
- 類型：月偏食
- 食甚資料：
  - 日期：1932年3月22日
  - 時間：12:32
  - 月球位置：赤經12.09度、赤緯-1.1度
  - 食分：半影食分：1.955、全影食分：0.972
  - 持續時間：偏食93分

## 外部連結
- NASA月食專頁（页面存档备份，存于）（英文）